# Alchemilla babiogorensis
Alchemilla babiogorensis é uma espécie de rosácea do gênero Alchemilla, pertencente à família Rosaceae.